# Curno
Curno – miejscowość i gmina we Włoszech, w regionie Lombardia, w prowincji Bergamo.
Według danych na styczeń 2009 gminę zamieszkiwało 7735 osób przy gęstości zaludnienia 1674 os./1 km².